# Józef Esman
Józef Esman (lub Essmann, imiona otrzymane na chrzcie Prot Hiacynt Józef; ur. 11 września 1814 w Długiej Goślinie, zm. 31 lipca 1873 w Poznaniu) – polski młynarz, działacz demokratyczny i niepodległościowy w Wielkim Księstwie Poznańskim.
Był synem młynarza Aleksandra i Nepomuceny. Pochodził ze spolszczonej rodziny niemieckiej, która prawdopodobnie  w XVII wieku osiadła w Polsce. Uczył się w Długiej Goślinie, a później pracował pod Poznaniem w młynie Świętojańskim. Od 1842 działał w Związku Plebejuszy, który założył Walenty Stefański). Brał udział w przygotowaniach do powstania w 1846, za co w roku 1847 został skazany w tzw. procesie berlińskim na 20 lat fortecy i utratę szlachectwa. Został jednak szybko uwolniony i w roku 1848 wszedł do Komitetu Narodowego, kierującego powstaniem wielkopolskim. Po 1848 wycofał się z życia konspiratora.
Zmarł w Poznaniu 31 lipca 1873.